# Бразнорти
Бразнорти (порт. Brasnorte) — муниципалитет в Бразилии, входит в штат Мату-Гросу. Составная часть мезорегиона Север штата Мату-Гроссу. Входит в экономико-статистический микрорегион Арипуанан. Население составляет 12 464 человека на 2006 год. Занимает площадь 15 959,328 км². Плотность населения — 0,8 чел./км².

## Статистика
- Валовой внутренний продукт на 2003 год составляет 174 976 475,00 реалов (данные: Бразильский институт географии и статистики).
- Валовой внутренний продукт на душу населения на 2003 год составляет 15 554,85 реала (данные: Бразильский институт географии и статистики).
- Индекс развития человеческого потенциала на 2000 год составляет 0,757 (данные: Программа развития ООН).

## География
Климат местности: субтропический гумидный.